# کاپنوگراف
کاپنوگراف (به انگلیسی: Capnograph) وسیله‌ای است که جهت پایش و اندازه‌گیری لحظه‌ای میزان دی‌اکسیدکربن انتهای بازدم (ETCO2) بیمار به‌کار می‌رود.
- این وسیله در بخش مراقبت‌های ویژه مورد استفاده قرار می‌گیرد[۴] ولی کاربرد اصلی این وسیله در اتاق عمل می‌باشد. در طول بیهوشی بیمار، این دستگاه اطلاعاتی از جمله شرایط تنفسی بیمار، قطع شدن مسیر تهویه و نشت هوای دمی، را در اختیار تیم جراحی قرار می‌دهد.[۵]
- این دستگاه به وسیله پرتوهای فروسرخ قرمز غلظت گاز دی‌اکسیدکربن را اندازه‌گیری می‌کند. میزان جذب پرتوهای فروسرخ به تعداد مولکول‌های دی‌اکسیدکربن موجود در هوای بازدمی بستگی دارد.

## مزایای استفاده از کاپنوگراف
- کمک به ارزیابی مشکلات تنفسی
- غیر تهاجمی بودن
- سرعت بالا در اندازه‌گیری
- فراهم آوردن اندازه‌گیری مداوم
- کم‌حجم و کوچک بودن[۶]

## معایب کاپنوگراف
- ترشح و رطوبت باعث از کارافتادن حسگرها می‌شود.
- در مواردی که در بیمار دارای لوله نای است؛ استفاده از آن مشکل می‌باشد.
- پاسخ کند نسبت به تغییرات سطح دی‌اکسیدکربن.[۷]